# Comté de Tillman
Le comté de Tillman est un comté situé dans l'ouest de l'État de l'Oklahoma, aux États-Unis. Le siège du comté est Frederick. Lors du recensement de 2000, sa population est de 9 287 habitants.

## Comtés adjacents
- Comté de Kiowa (nord)
- Comté de Comanche (nord-est)
- Comté de Cotton (est)
- Comté de Wichita, Texas (sud)
- Comté de Wilbarger, Texas (sud-ouest)
- Comté de Jackson (nord-ouest)

## Principales villes
- Davidson
- Frederick
- Grandfield
- Hollister
- Loveland
- Manitou
- Tipton